# Agdal (Rabat)
Pour les articles homonymes, voir Agdal.
Agdal est un quartier de la ville de Rabat au Maroc. Il fait partie de l'arrondissement Agdal-Ryad de la Commune de Rabat. Il abrite notamment des administrations, immeubles d'habitation, et des commerces. Il est aussi connu pour sa grande gare: la gare de Rabat-Agdal, la plus grande gare d'Afrique, inauguré en 2018.

## Présentation
Agdal est le nouveau centre ville de Rabat. C'est là que les jeunes se retrouvent en fin de journée. Cafés et restaurants branchés, pubs, lounges, et enseignes internationales y ont élu domicile ; notamment sur l'avenue Fal Ould Oumeir. Une célèbre radio pour jeunes, Hit Radio, y est installée à côté de la salle Ibn Yassine.

## Étymologie
L'origine d'Agdal remonte au Protectorat français au Maroc (1912-1956), il faisait partie de la ville européenne. Il a été construit à l'emplacement de jardins dont il tire son nom. En Tamazight, Agdal veut dire Jardin.

## Transports
Le quartier de l'Agdal est desservi par la ligne 1 du tramway de Rabat-Salé via 5 stations : Bibliothèque Nationale, Ibn Khaldoune, Nations unies, Avenue de France et Ibn Sina. 
Le quartier est desservi par les trains de l'ONCF, et des lignes LGV, Al Boraq, via la gare Rabat-Agdal.